# Гавриил (Болховитинов)
Архимандрит Гавриил (в миру Григорий Алексеевич Болховитинов) — священнослужитель Русской православной церкви, архимандрит.

## Биография
Григорий Болховитинов родился в семье приходского священника Воронежской епархии. Его отец Алексей Андреевич служил в Ильинском храме города Воронежа со дня его постройки, до своей кончины в 1776 году; родной брат митрополита Киевского Евгения.
По окончании курса Воронежской духовной семинарии был священником. После смерти жены Болховитинов принял монашество в Воронежском архиерейском доме в 1802 году. «Нареките его каким-нибудь мудреным именем», — писал по этому поводу Евгений В. И. Македонцу, — «и не давайте скучать». 

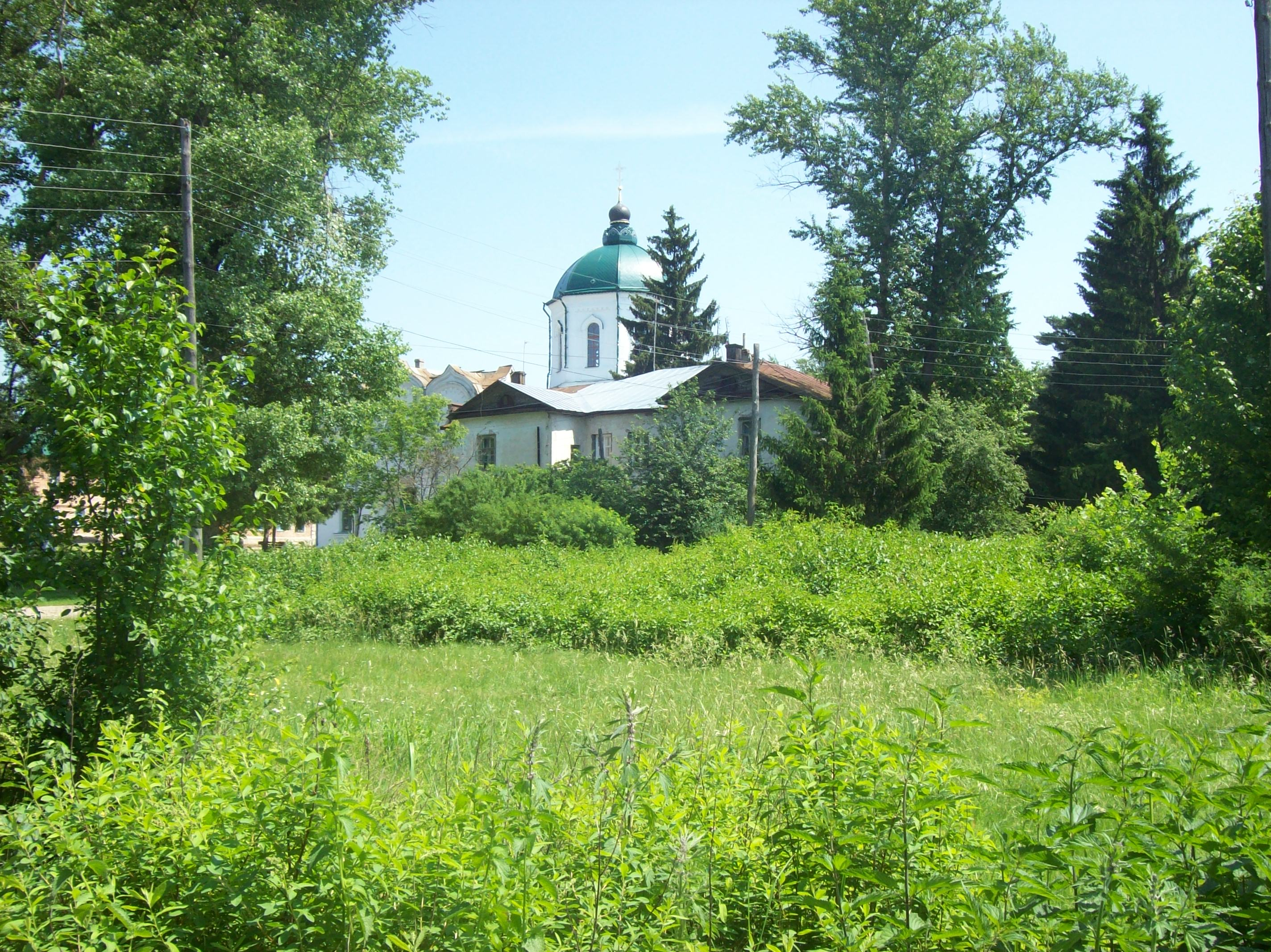
Толшевский монастырь

Гавриил получил место настоятеля Толшевского Спасо-Преображенского монастыря Воронежской епархии и был возведен в сан игумена. 
В 1807 году он рассчитывал получить Задонскую архимандрию, но «не попал» на это место. Когда Евгений сделался архиереем, Гавриил следовал за своим знаменитым братом из одной его епархии в другую. 
8 сентября 1812 году он был назначен игуменом Павло-Обнорского монастыря Вологодской епархии, которой в то время управлял Евгений, а после перевода Евгения (в 1813 году) в Калугу Гавриил 17 августа 1814 года получил настоятельство в Лихвинском Добром Покровском монастыре Калужской епархии и был возведен в сан архимандрита. 
Точная дата смерти архиманндрита Гавриила не установлена. Профессор  Е. Ф. Шмурло, специально занимавшегося генеалогией рода Болховитиновых, пишет в своём труде следующее: «надо думать, что Гавриил умер много ранее своих братьев».